# Pontiac Firebird
Pontiac Firebird var en bilmodell av märket Pontiac som tillverkades mellan 1967 och 2002. Pontiac Trans Am är en variant av Firebird, men räknas inte som en egen bilmodell. Trans Am hade en framträdande roll i filmerna Nu blåser vi snuten och Nu blåser vi snuten igen.

## Första generationen: 1967-1969

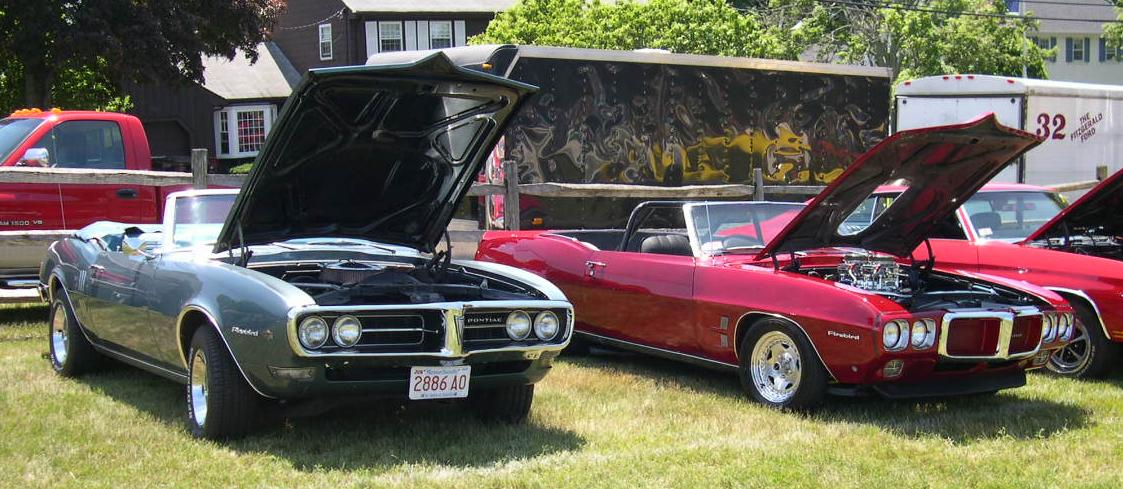
Pontiac Firebird cabrioleter, t.v. 1968, t.h. 1969

Firebird fanns i både coupé- och cabrioletversioner. Modellen delade grundkaross och många tekniska lösningar med systermodellen Chevrolet Camaro, och konkurrerade i den lyxigare delen av muskelbilsklassen med bilar som Mercury Cougar och Dodge Challenger. Chevrolet Camaro och Pontiac Firebirds var GM:s svar på Ford Mustang som lanserades 1964, båda bilmodellerna utgjorde en ny typ av mindre, USA-tillverkade bilar som skulle tilltala ungdomen. Pontiac hade länge skissat på en helt egen modell men GM:s ledning tvingade till slut Pontiac att utgå från systermodellen Chevrolet Camaro. Precis som Ford hade Mercury Cougar som en lyxigare version av Mustang var Firebird en lite elegantare bil än Camaro. Motoralternativen var många när bilen lanserades. Från rak 6:a upp till 400 cui (kubiktum) V8:a. Köparen kunde välja mellan manuell eller automatisk växellåda. 1969 lanserades den första Trans Am modellen, men det byggdes bara 697 st. varav 8 st. var cabriolet. Alla var vita med blåa stripes.

## Andra generationen: 1970-1981

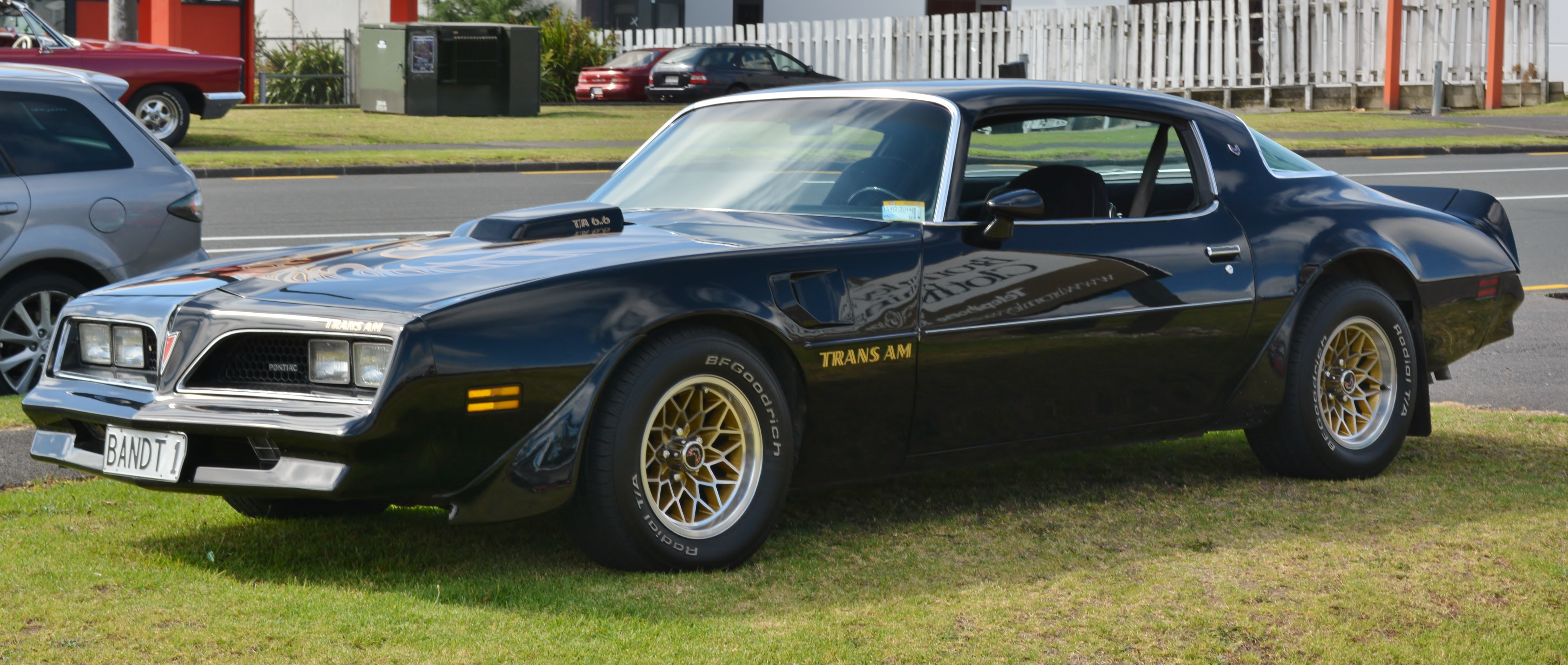
1977 Pontiac Firebird Trans Am

En ny version av Pontiac Firebird lanserades 1970. 1971 kom en Trans Am-version med en motor på hela 455 kubiktum. Oljekrisen 1973 medförde dock att motorerna blev mindre, men dock inte förrän 1977. De mjuka linjerna från tidigt 70-tal blev stegvis kantigare, bakrutan blev större 1975 och fronten ändrades till den berömda "bandit-looken" 1977 (efter filmen Smokey and the Bandit, svensk titel Nu blåser vi snuten.) 1981 tillverkades de sista Firebird-bilarna av den andra generationen. Huvudpersonen i TV-serien Rockford tar över kör med en Pontiac Firebird av denna generation.

## Tredje generationen: 1982-1992

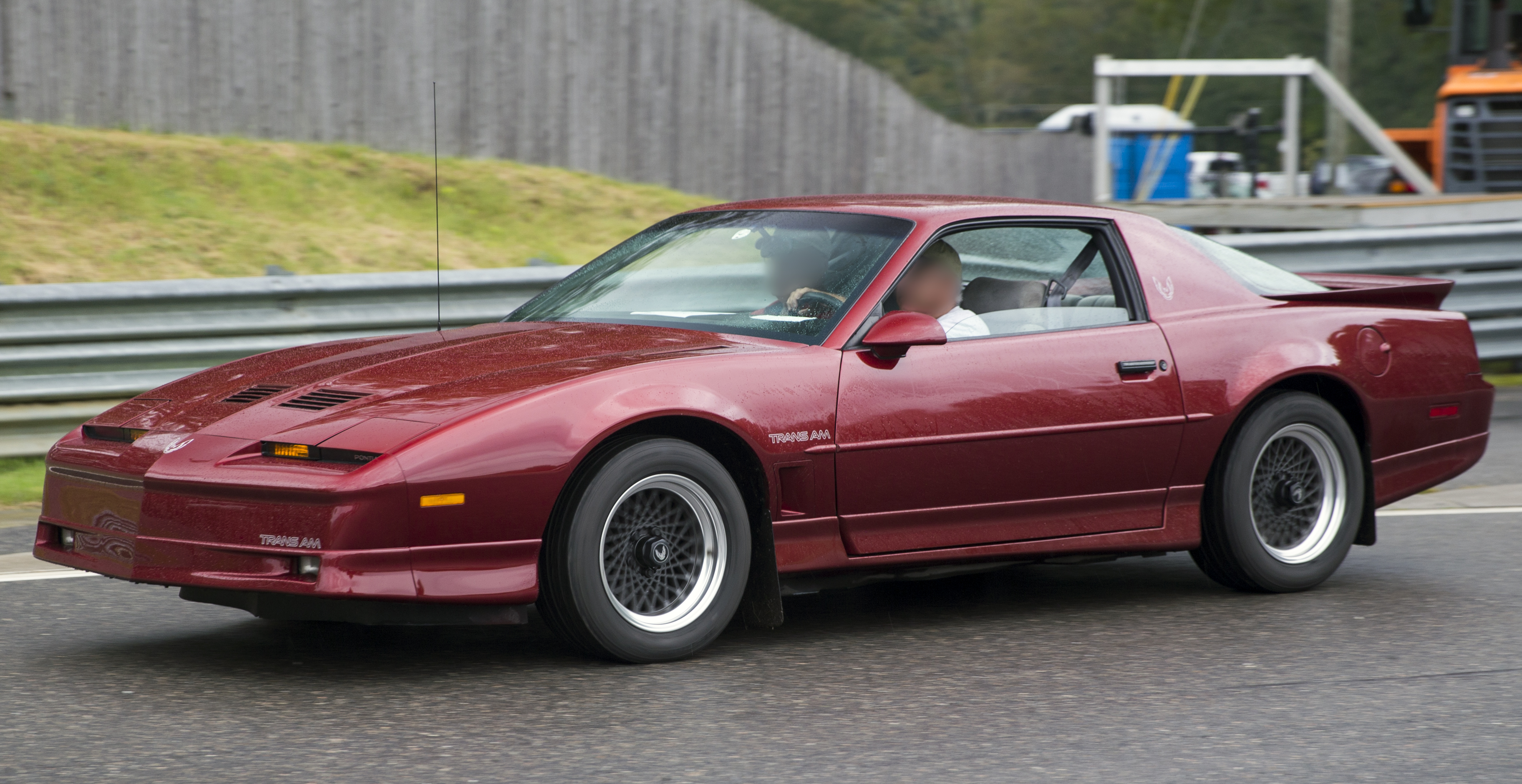
1987 Pontiac Firebird Trans Am

1982 infördes ett nytt utseende, ett nytt insprutningssystem (Cross-fire Injecton, 1982-1984) och V8-motorn hade tappat mycket kraft, ca 145 hk från en originalmotor på en 305:a. med Cross-fire systemet utvecklade motorn 165 hk TV-serien Knight riders bil KITT är baserad på 1982 års T/A modell.
1984 tillverkades även 1 500 Anniversary Trans Am.
1985 TPI (Tuned Port Injection) fanns nu som tillval. V8 5,0 ökade nu till 205 hk.
1987 var 5,7 l 350 Throttle Body Injection (TBI) den stora nyheten.
Under åren ökade antalet hästkrafter i bilarna. Till 1989 års modell kunde man hämta ut 240 hästkrafter ur en 5,7 l TPI V8. 1989 såldes också en V6-turbomodell som lanserades som Pace Car inom NASCAR-serien. Den tillverkades i ett mycket begränsat antal och är idag många gånger mer värd än V8:an.
1991 kom den första cabrioleten sedan 1969. Fronten ändrades och rundades av, och kan sägas ha blivit mer lik en örnnäbb.

## Fjärde generationen: 1993-1997

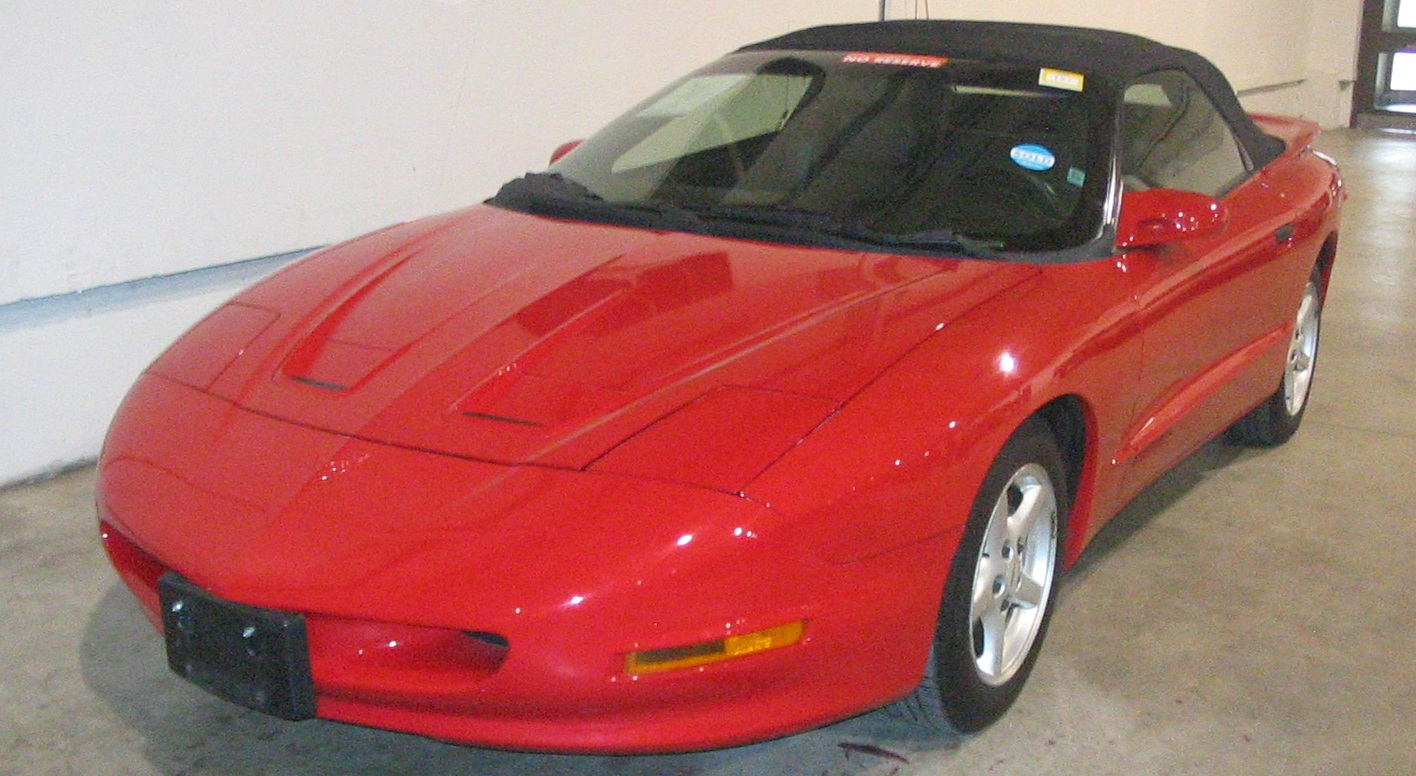
1997 Pontiac Firebird cabriolet

Fjärde generationens Firebird tillverkades från 1993 till 2002 och blev den sista generationen i serien. 

Bilen fanns i tre karossformer; coupé, t-top och cabriolet.
Tre modeller fanns; Firebird som var instegsmodellen med 3,4 l V6 på 160 hk, Firebird Formula som hade 5,7 l LT1-V8:an på 275 hk och Firebird Trans Am, som tekniskt var identisk med en Formula, men med andra sidokjolar och stötfångare fram och bak.
Även specialversioner i begränsad upplaga från SLP fanns att beställa.
Drivlinan var en LT1 5,7 l V8, en vidareutveckling av den äldre 350 TPI, parad med en manuell låda (Borg Warner T56) eller automatlåda, typ 4L60 (senare 4L60-E), en vidareutveckling av den äldre Turbo-Hydramatic 700-lådan (TH700). LT1:an hade ett block av gjutjärn och toppar av aluminium, och genererade i standardskick 275 hk.
1995 LT1 motorn fick 10 hk mer än tidigare, tack vare ett nytt optimerat avgassystem. 

Ny basmotor introducerades under samma år, V6 på 3,8 l med 200 hk.
1998 kom en ansiktslyftning, som till det yttre bestod av ny front, huv och framskärmar. Under skalet är den tidigare LT1-motorn ersatt av nya LS1-motorn från Corvette; 346 cui LS1 specad 305 hk i Firebird-versionen, i Trans Am WS6-modellen är motorn specad till 325 hk. I verkligheten har båda motorerna samma effekt som motorn i Corvetten, det vill säga 345 hk. Detta för att GM:s flaggskepp, Corvetten, skulle vara starkare på papperet. LS1 har motorblock och topplock helt i aluminium.